# Nipmuck
Los nipmuck son una tribu de indios algonquinos, cuyo nombre proviene de nipmaug “gente del agua fría”.

## Localización
Vivían en la zona central de Massachusetts, en el condado de Worcester, y más tarde se extendieron a Rhode Island y Connecticut. Hoy en día viven en su reserva Hassanamisco, de Grafton (Massachusetts), de 11,9 acres, donde se unieron a los massachusetts o “Praying indians”.

## Demografía
Hacia 1600 eran unos 500. Según el censo de los EE. UU. de 2000 había unos 1.494, la mayoría de ellos en Massachusetts.

## Costumbres
Vivían del cultivo del maíz y de la caza y la pesca. Se movían estacionalmente entre lugares fijos donde explotaban las fuentes de alimentación. Se dividían en bandas territoriales que eran grupos de determinadas familias que vivían en uno o más lugares, cada uno regido por un sachem.
No estaban unidos políticamente, aunque establecieron algunas alianzas con las tribus vecinas, pero no había un límite fijo entre las tribus. Esto provocaría que fuesen atacados por tribus vecinas más poderosas.
Lingüísticamente, pertenecían al dialecto L del algonquino, conectado con los pennacook y abenaki, a diferencia de los dialectos N (massachusetts, wampanoag, narragansett y nauset) e Y (mohegan y pequot).
Constaba de las ciudades de Acoomemeck, Chabanakongkomun, Chachaubunkkakowok, Hadley Indians, Hassanamesit, Magunkaquog Manchaug, Manexit, Massomuck, Medfield, Menemesseg, Metewemesick, Missogkonnog, Musketaquid, Nashobah, Nichewaug, Okommakamesit, Pakachoog, Quabaug, Quahmsit, Quantisset Quinebaug, Segunesit, Squawkeag, Tatumasket, Totapoag, Wacuntug y Woruntuck.

## Historia
Eran menos numerosos que sus vecinos massachusett y wampanoag, razón por la cual fueron tributarios de los mohawk. Hacia 1674 los misioneros cristianos se establecieron en su territorio, y sumaron más de 29 villas cristianas entre ellos. Esto, sin embargo, no les impidió dar apoyo a los wampanoag y narragansett en la Guerra del Rey Felipe de 1675.
Tras la guerra, unos cuantos huyeron a Canadá, y otros se unieron a los mohicanos y massachusett en el río Hudson. En 1720 ayudaron a los británicos contra los abenaki.
En 1728 consiguieron que les cediesen una reserva estatal de 8.000 acres en Massachusetts, pero en 1848 y en 1859 les fue reducida a 11,9 acres (Hassanamisco, 1871) debido a las intervenciones estatales. En 1869 se convirtieron en ciudadanos del estado.
Durante los años 1920 los jefes Sarah Cisco y Lemuel Cisco relanzaron las antiguas tradiciones tribales, y en 1938 comenzaron a reclamar legalmente las tierras arrebatadas en Lago Ripple. En 1962 organizaron el primer Día del Indio de Massachusetts, y en 1976 fueron reconocidos oficialmente como tribu. El jefe Walter Vickers fue uno de los más activos.
Su lengua era hablada solo por 142 individuos en 1774, y se extinguió definitivamente en 1821. Desde 1954 celebran un powwow.